# Polyalthia clemensorum
Polyalthia clemensorum är en kirimojaväxtart som beskrevs av Suzanne Ast. Polyalthia clemensorum ingår i släktet Polyalthia och familjen kirimojaväxter. Inga underarter finns listade i Catalogue of Life.